# Comtat de Barcelos
El comtat de Barcelos és un títol nobiliari del Regne de Portugal, creat en 1298 a favor del seu primer titular, Juan Alfonso Téllez de Meneses, I comte de Barcelos.
1. Juan Alfonso Téllez de Meneses, I comte de Barcelos per carta atorgada en Santarem el 8 de maig de 1298, i IV senyor de Alburquerque fill de Rodrigo Anes de Meneses, III senyor de Alburquerque, i net d'Alfonso Téllez de Meneses, i de Teresa Martínez de Soverosa, neta de Gil Vázquez de Soverosa. Va contreure matrimoni amb Teresa Sánchez,[1] filla bastarda del rei Sancho IV de Castella i María de Meneses, senyora de Ucero.
2. Martín Gil de Riba de Vizela (ca. 1260-1312), també anomenat Martín Gil de Sousa, II comte de Barcelos, per carta datada el 15 d'octubre de 1304 del rei Dionisio I de Portugal. Va ser fill de Martín Gil de Riba de Vizela i de Milia de Castro i espòs de Violante Sánchez, filla del primer comte de Barcelos.[2][3]
3. Pedro Alfonso de Portugal, III comte de Barcelos, fill il·legítim del rei Dionisio I de Portugal amb Gràcia de Froes.
4. Juan Alfonso Téllez de Meneses IV comte de Barcelos i I comte de Ourem, fill d'Alfonso Téllez de Meneses i Limia i de Berenguela Lorenzo de Valladares.[4] Espòs de Guiomar López Pacheco i després de María Rodríguez de Villalobos.
5. Alfonso Téllez de Meneses V comte de Barcelos per carta atorgada en 1372. Fill de l'IV comte de Barcelos, va morir en vida del seu pare sense haver deixat descendència.[5]
6. Juan Alfonso Tello el Mosso (m. 1385 en la batalla de Aljubarrota), VI comte de Barcelos en 1382, alcalde major de Lisboa, almirall del regne de Portugal. Va contreure matrimoni amb Beatriz de Alburquerque, filla il·legítima de Juan Alfonso de Alburquerque, privat del rei Pedro I de Castella.[6]
7. Nuno Álvares Pereira, condestable de Portugal, VII comte de Barcelos i III de Ourem. Casat amb Leonor de Alvim, solament una de les seves filles va arribar a edat adulta, Beatriz Pereira de Alvim, esposa d'Alfonso I de Bragança que va ser el següent titular.
8. Alfonso I de Bragança, VIII comte de Barcelos, casat amb Beatriz, filla del condestable qui va donar el comtat a la seva filla.
9. Fernando I de Bragança, IX comte de Barcelos, fill d'Alfonso I de Bragança.